# Carnival Kermis Games
Carnival Kermis Games is een partyspel voor de Wii, ontwikkeld door Cat Daddy Games en uitgegeven door Global Star Software.
Het spel bevat vijfentwintig minispellen die ook op de kermis zijn te vinden zoals Kegelen, Basketballen en de Kop van Jut. De spellen zijn verdeeld over vijf verschillende straten als Grijpsteeg, Liefdeslaantje en Vrijkaartje. In elke straat zijn twee supergames vrij te spelen, dit gebeurt door de hoofdprijs te winnen bij een minispel. Ook zijn er verschillende accessoires te verdienen voor het zelf aan te maken personage. Dit kan door een hoge score te halen in de supergame of accessoires te kopen met de verdiende kermiskaartjes.